# Carex alopecuroides
Carex alopecuroides är en halvgräsart som beskrevs av David Don, Tilloch och Thomas Taylor. Carex alopecuroides ingår i släktet starrar, och familjen halvgräs. Inga underarter finns listade i Catalogue of Life.